# Coronae Montes
I Coronae Montes sono una struttura geologica della superficie di Marte.